# Heke Peak
Heke Peak är en bergstopp i Antarktis. Den ligger i Östantarktis. Nya Zeeland gör anspråk på området. Toppen på Heke Peak är 2 175 meter över havet.
Terrängen runt Heke Peak är bergig västerut, men österut är den kuperad. Trakten är obefolkad. Det finns inga samhällen i närheten.